# Монтичелли-д’Онджина
Монтичелли-д'Онджина (итал. Monticelli d'Ongina) —  коммуна в Италии, располагается в регионе Эмилия-Романья, в провинции Пьяченца.
Население составляет 5370 человек (2008 г.), плотность населения составляет 117 чел./км². Занимает площадь 46 км². Почтовый индекс — 29010. Телефонный код — 0523.
Покровителем коммуны почитается святой Лаврентий, празднование 10 августа.

## Демография
Динамика населения:

## Администрация коммуны
- Официальный сайт: http://www.comune.monticelli.pc.it/